# 森林情報学
森林情報学（しんりんじょうほうがく）とは、森林空間情報学、森林情報管理学ともいわれ、 IT(情報技術)を使い、森林情報の収集、管理、活用をするための情報科学。
森林を管理するに当たって調査収集する森林情報は過去と現在はもとより未来をみても、その範囲と規模は量的に膨大で質的にも貴重であり、21世紀からの情報技術の発達以降、各大学の森林環境に関する学科で森林情報学を開講し、森林情報学に関する研究室が開設されている。
リモートセンシングなどを森林科学に応用。森林系地理情報システム(GIS)等の情報技術の開発研究等が行われている。
関連資格に、日本森林技術協会が森林情報士を認定している。